# Anoplosigerpes tessmanni
Anoplosigerpes tessmanni är en bönsyrseart som beskrevs av Werner 1928. Anoplosigerpes tessmanni ingår i släktet Anoplosigerpes och familjen Hymenopodidae. Inga underarter finns listade i Catalogue of Life.